# Al-Lawh al-Mahfoûdh
Al-Lawh al-Mahfoûdh (arabe : اللوح المحفوظ) ou tablette préservée est, selon la croyance islamique, un Livre où Dieu (Allah) inscrivit les destins de toute créature même avant qu'elle ne soit créée.

## Concept philosophique
Al-Lawh al-Mahfoûdh revêt une importance particulière comme concept philosophique au sujet de la création.
Plus particulièrement, il sert d'argument contre les mu'tazilites qui ont développé la doctrine de la création du Coran.
Ainsi, Ibn Hanbal opposa le dogme du Coran incréé aux mu'tazilites influencés par le hellénisme. À ce sujet le tafsîr (exégèse) des deux imams Jala Edine Suyuti et Jala Edine al-Mahalli avance comme interprétation du premier verset de la sourate Al-Qadr (La Destinée) ce qui suit :

« La nuit d'al-Qadr, le Coran était révélé en une seule fois depuis la Table conservée aux cieux (Al-Lawh al-Mahfoûdh) vers les cieux inférieurs (littéralement le ciel terrestre). Al-Lawh al-Mahfoûdh est évoqué par ailleurs dans le Coran (sourate Al-Bûrûj, Les Constellations) et interprété comme l'exemplaire original du Coran, c'est-à-dire celui qui ne peut subir aucune altération. »